# 巌村 (鳥取県)
巌村（いわおそん）は、鳥取県西伯郡にあった村。現在の米子市の一部にあたる。

## 地理
米子平野中央部、日野川と佐陀川の間に位置していた。
- 海洋：美保湾[4]

## 歴史
- 1889年（明治22年）10月1日、町村制の施行により、会見郡二本木村、蚊屋村、今在家村、浦津村、吉岡村、熊党村が合併して村制施行し、巌村が発足[1][3]。旧村名を継承した二本木村、蚊屋村、今在家村、浦津村、吉岡村、熊党村の6大字を編成[3]。
- 1896年（明治29年）4月1日、郡の統合により西伯郡に所属[3]。
- 1915年（大正4年）1月1日、「巌村大字◯◯村」から大字の「村」を削除し、「巌村大字◯◯」と改称[5]。
- 1954年（昭和29年）6月1日、米子市に編入され廃止[1][3]。編入後、米子市大字二本木・蚊屋・今在家・浦津・吉岡・熊党となる[3]。

### 小作争議
当村は小作農が多く、小作料率が収穫の69.5パーセントであった。このため大正末から小作争議が発生し、小作料30パーセントの減免を要求した。1932年（昭和7年）立毛差押えに対抗して米子警察署を襲撃した箕蚊屋騒動が起こった。

### 地名の由来
「国家の基礎を強固に」との意から。

## 産業
- 農業[3]
- 産物：米、麦、サツマイモ、ジャガイモ[3]

## 交通

### 鉄道
- 1902年（明治35年）官設鉄道山陰線（現山陰本線）境 - 御来屋間開通し熊党停車場開設[6]。1917年（大正6年）伯耆大山駅に改称[6]。

## 教育
- 1882年（明治15年）蚊屋学校開校[2]。1884年（明治17年）尾高小学校蚊屋分校を経て、1887年（明治20年）蚊屋簡易小学校に改称[2]。1890年（明治23年）巌尋常小学校開校[3]。